# Law & Order (seizoen 1)
Dit artikel vat het eerste seizoen van Law & Order samen.

## Hoofdrollen
- George Dzundza - hoofdrechercheur Max Greevey
- Chris Noth - rechercheur Mike Logan
- Dann Florek - hoofdinspecteur Don Cragen
- Michael Moriarty - eerste hulpofficier van justitie Ben Stone
- Richard Brooks - hulpofficier van justitie Paul Robinette
- Steven Hill - officier van justitie Adam Schiff

## Terugkerende rollen
- John Fiore - rechercheur Tony Profaci
- Lorraine Toussaint - advocate Shambala Green
- Bernie McInerney - rechter Michael Callahan

## Afleveringen
| Aflevering | Titel                            | Regisseur       | Schrijver                            | Uitzenddatum      | Selectie gastrollen |
| --- | -------------------------------- | --------------- | ------------------------------------ | ----------------- | --- |
| 1. | Prescription for Death           | John Whitesell  | David Black Ed Zuckerman             | 13 september 1990 | John Spencer - Howard Morton Erick Avari - dr. Raza Paul Sparer - dr. Edward Auster Ron Rifkin - Phillip Nevins |
| Suzanne Morton overlijdt na een bezoek aan de spoedeisende hulp tijdens een hectische nachtdienst. Haar vader, een voormalig legerarts, verwijt het ziekenhuis nalatigheid en eist een onderzoek. Het spoor leidt al snel naar dr. Edward Auster, een gerespecteerd arts die wel van een borrel houdt en mogelijk onder invloed was die nacht. De andere dokters zijn niet erg spraakzaam uit angst om hun baan te verliezen. Aan Stone de moeilijke opdracht om Auster te vervolgen. |                                  |                 |                                      |                   | |
| 2. | Subterranean Homeboy Blues       | E.W. Swackhamer | Robert Palm                          | 20 september 1990 | Cynthia Nixon - Laura di Biasi Dwayne McClary - Jones Akili Prince - Darnell Chenault |
| Een blanke vrouw, Laura di Biasi, schiet twee zwarte mannen neer in een drukke metro. Als Logan en Greevey de schietpartij onderzoeken, denken zij dat Di Biasi heeft gehandeld uit noodweer. Nader onderzoek wijst uit dat er wellicht wraak in het spel is. Als een van de slachtoffer aan zijn verwondingen overlijdt, wordt de tenlastelegging gewijzigd van geweldpleging in moord. Nu is het aan Stone om te bewijzen dat Di Biasi de twee zonder geldige reden heeft neergeschoten. Dit blijkt moeilijk nu de advocaat van de verdediging inspeelt op het gevoel van de jury en er ook in het team van Stone twijfel bestaat over de schuld van Di Biasi. |                                  |                 |                                      |                   | |
| 3. | The Reaper's Helper              | Vern Gillum     | Thomas Francis McElroy               | 4 oktober 1990    | Peter Frechette - Jack Curry Tom Signorelli - Anthony Holland Barbara Andres - Patricia Holland Jesse Corti - Angel Suarez |
| Logan en Greevey doen onderzoek naar de dood van bouwvakker Bobby Holland en ontdekken al snel dat Holland homoseksueel was. Na het lezen van een tijdschriftartikel legt Greevey een verband tussen Hollands dood en soortgelijke gevallen in San Francisco en Los Angeles. Wanneer zij deze moorden onderzoeken, komt steeds de naam Jack Curry naar boven. Als blijkt dat hij meer weet van deze moorden arresteren ze hem. Curry verklaart dat hij de mannen heeft geholpen bij het plegen van zelfmoord omdat zij leden aan aids en verder leven voor hen geen zin meer had. Stone heeft moeite met de vervolging van Curry, omdat hij twijfelt of hij iets verkeerd heeft gedaan. |                                  |                 |                                      |                   | |
| 4. | Kiss the Girls and Make Them Die | Charles Correll | Dick Wolf                            | 11 oktober 1990   | Troy Ruptash - Steven Feinstein Thomas Calabro - Ned Loomis Dennis Boutsikaris - Dick Berkley Marita Geraghty - Rebecca Byrne Jacqueline Brookes - rechter Grace Larkin                                                                                           |
| Wanneer Paige Bartlett in elkaar geslagen wordt gevonden in haar appartement, wordt zij met spoed naar het ziekenhuis gebracht waar zij komt te overlijden. Logan en Greevey worden belast met het onderzoek naar haar dood en horen van haar vriend Steven Feinstein dat zij de avond voor haar dood uit elkaar zijn gegaan. Dan horen de rechercheurs over een andere vriend genaamd Ned Loomis. Ze komen erachter dat deze in het verleden een andere vriendin heeft mishandeld. Tot Stones frustratie mag hij Loomis' eerdere mishandeling niet tegen hem gebruiken in de rechtszaak. |                                  |                 |                                      |                   | |
| 5. | Happily Ever After               | Vern Gillum     | Dick Wolf David Black                | 23 oktober 1990   | Roxanne Hart - Janet Ralston Meg Mundy - Helen Ralston Bob Gunton - Gil Himes Philip Bosco - Gordon Schell |
| Logan en Greevey worden belast met het onderzoek naar een schietpartij in een parkeergarage, waarbij Alan Ralston is overleden en zijn vrouw Janet gewond is geraakt. Ze komen al snel uit bij een veelpleger die op de plek is gezien en ook door Janet is aangewezen als de vermoedelijke dader. Als ze evenwel op de plaats delict naar bewijzen zoeken, komt er een ander verhaal aan het licht en richten ze hun pijlen op Gil Himes, een zakenpartner van Alan. Himes blijkt een verhouding te hebben met Janet en weet meer van de dood van Alan. Het lijkt erop dat hij geschoten heeft met het doel Alan te doden en Janet slechts te verwonden. Stone brengt de twee voor de rechter en probeert een van de twee tegen de ander te laten getuigen. |                                  |                 |                                      |                   | |
| 6. | Everybody's Favorite Bagman      | John Patterson  | Dick Wolf                            | 30 oktober 1990   | Paul Guilfoyle - Tony Scalisi Roy Thinnes - Alfred Wentworth Trey Wilson - Eddie Cosmatos Dick Latessa - Conti |
| Wanneer de lokale gemeenteraadslid Charles Halesey wordt overvallen en zijn keel wordt doorgesneden, worden Logan en Greevey op deze zaak gezet. Tijdens de overval zijn twee zwarte jongens gezien die wegrende bij de auto van Charles. Zij worden opgepakt, maar het blijkt dat zij niet de daders zijn. Dan leidt het spoor naar een georganiseerde bende als zij uitkomen bij een maffialid genaamd Tony Scalisi. Stone en Robinette nemen het onderzoek over en komen bij een corruptiezaak uit, die hen tot verrassing naar de top van de politie in New York leidt. Dit kan een schandaal worden en zij ontdekken dat dit als volgt werkt: het bedrijf dat de parkeermeters leegt wordt geleid door de maffia en bewust is ingehuurd door het bestuur van de politie. Om de schijn van belangenverstrengeling tegen te gaan krijgt Stone van zijn hoogste baas de weigering om Scalisi immuniteit te geven voor zijn getuigenis. Maar Stone wil deze zaak winnen en wil Scalisi een voorstel doen voor strafvermindering voor zijn getuigenis. Hierdoor komt Stone erachter dat niet alleen de maffia hierin betrokken zijn maar ook belangrijke gemeenteraadsleden en een lokale hoofdcommissaris waarmee hij nog een appeltje te schillen heeft, omdat deze eerder een getuigpenisverklaring heeft, zodat Stone een zaak verloor. Stone kan nu de politie niet meer gebruiken, omdat hij niet weet hoever de corruptie werkt en wendt zich tot hulpofficier van justitie John McCormack voor zijn hulp. |                                  |                 |                                      |                   | |
| 7. | By Hooker, By Crook              | Martin Davidson | David Black                          | 13 november 1990  | Patricia Clarkson - Laura Winthrop Jenny Robertson - Jolene Curtis Bernard Barrow - mr. Hamilton Addison Powell - Roger Auclair |
| Wanneer een man genaamd Diamond zwaargewond wordt gevonden in Central Park gaan Logan en Greevey op onderzoek uit. Zij komen al snel uit bij een escortservice en dan in het bijzonder bij de escortdame Jolene. Greevey doet zich voor als een klant en neemt een hotelkamer om Jolene te ontvangen en arresteert haar op grond van illegale werkzaamheden. Wanneer Diamond komt te overlijden, komt het onderzoek uit bij de baas van Jolene, Jasmine, en dan bij de baas van Jasmine, Laura Winthrop. Winthrop beweert dat zij alleen maar een cateringsbedrijf exploiteert en niets weet van een escortservice. De zaak krijgt een zware lading als blijkt dat Jolene besmet is met hiv en nu is de vraag hoe het gesteld is met de gezondheidsverantwoording van de escortbedrijf. Stone sleept Winthrop voor de rechter en komt erachter dat het nog niet makkelijk is om haar hiervoor aan te klagen, dit vooral omdat zij van rijke komaf is en een goede naam heeft. |                                  |                 |                                      |                   | |
| 8. | Poison Ivy                       | E.W. Swackhamer | Jack Richardson Jacob Brackman       | 20 november 1990  | John Finn - Freddo Parisi Erik King - Dorian 'Silky' Ford Al Freeman jr. - dominee Thayer Erika Alexander - Doris Carver |
| Tijdens een arrestatie na een drugsdeal schiet politieagent Fredo Parise de jonge Afro-Amerikaan Tommy Richardson dood. Logan en Greevey onderzoeken deze schietpartij en denken dat Tommy ongewapend was en dat Fredo een wapen op zijn lichaam heeft gelegd. Fredo wordt nu verdacht van moord op een ongewapende jongen. In het verleden heeft Fredo zoiets al meer gedaan. Tommy ging naar een universiteit en had een goede naam in de buurt. Logan en Greevey komen erachter dat hij toch verwikkeld was in drugshandel op de universiteit. Nu komt het op Stone aan om Fredo veroordeeld te krijgen voor de rechtbank, maar ondervindt veel tegenwerking van het politiekorps. |                                  |                 |                                      |                   | |
| 9. | Indifference                     | James Quinn     | Robert Palm                          | 27 november 1990  | Marcia Jean Kurtz - Carla Lowenstein David Groh - dr. Jacob Lowenstein Louis Zorich - rechter Milton Erdheim |
| Logan en Greevey onderzoeken een zware mishandeling van een kind en komen uit bij de moeder die verslaafd is aan cocaïne. Zij wordt op haar beurt weer mishandeld door haar man die psychiater is met een vreemde werkwijze. Het blijkt dat hij voor zijn behandeling van patiënten in zijn praktijk cocaïne gebruikt. De rechercheurs onderzoeken het verleden van het echtpaar en komen tot verrassende ontdekkingen. De mensen van het O.M. moeten van tactiek veranderen als de dochter komt te overlijden. |                                  |                 |                                      |                   | |
| 10. | Prisoner of Love                 | Michael Fresco  | David Black Robert Nathan            | 4 december 1990   | Frances Conroy - Elizabeth Hendrick Larry Keith - Henry Rothman Amy Aquino - Erica Stohlmeyer Marjorie Monaghan - Cathy |
| Wanneer een kunstenaar dood wordt gevonden in zijn studio, gaan Logan en Greevey op onderzoek uit. Zij zien dat de dode man halfnaakt op een tafel ligt met SM-attributen op en bij zich en zoeken dan toch in de wereld van SM in New York. De dode maakte performance art work en had regelmatig tentoonstellingen in de stad en werd voornamelijk gefinancierd door de bureau kunst en cultuur van de gemeente. Het onderzoek wijst uit dat de hoofd van dit kantoor, Henry Rothman, ook betrokken was in de SM-wereld samen met een meesteres. Deze meesteres is een vrouw van een rijke en goede komaf en alles wijst erop dat zij schuldig is aan de dood van de kunstenaar maar de belangrijkste getuige Henry weigert tegen haar te getuigen. Als Henry zelfmoord pleegt, lijkt de zaak verloren, maar Henry laat een belangrijke aanwijzing achter. |                                  |                 |                                      |                   | |
| 11. | Out of the Half-Light            | E.W. Swackhamer | Michael Duggan                       | 11 december 1990  | J.A. Preston - Ronald Eaton Billie Neal - Angela Wilkes Frankie Faison - Lester Crawford Sandra Reaves-Phillips - Thelma Crawford |
| Wanneer een Afro-Amerikaanse tienermeisje claimt, dat twee blanke politieagenten haar verkracht hebben, gaan Logan en Greeney op onderzoek uit. Zij maken al snel kennis met de ambitieuze Afro-Amerikaanse congreslid Eaton, die de politie beschuldigt dat zij de verkrachting in de doofpot willen stoppen. Het conflict dreigt tot een kookpunt te komen, totdat Robinette ontdekt dat het slachtoffer een seksuele relatie had met haar vriend en dit niet bekend mocht worden bij haar ouders en dat onder druk van Eaton de aanklacht werd ingediend. Nu de waarheid aan het licht dreigt te komen, moet iedereen een oplossing zoeken zodat niemand gezichtsverlies lijdt. Vooral Eaton heeft hier moeite mee, omdat hij nu een mooi stokpaardje had voor zijn campagne waarin hij de rassenkwestie wilde aanstippen. |                                  |                 |                                      |                   | |
| 12. | Life Choice                      | Aaron Lipstadt  | Dick Wolf                            | 8 januari 1991    | Caroline Kava - Rose Schwimmer Bridgit Ryan - Celeste McClure Kevin Cooney - Geoffrey Donovan Laurie Kennedy - Barbara Donovan Barbara Donovan - Kevin Donovan |
| Mary Donovan pleegt een bomaanslag op een abortuskliniek en komt daarbij om het leven. Logan en Greevey gaan op onderzoek uit en zoeken in de verenigingen die tegen abortus zijn en horen van haar ouders dat Mary een anti-abortusaanhanger was. Zij komen uit bij Celeste McClure, die werkzaam is bij een tuinbedrijf die hetzelfde mest verkopen, die gebruikt was in de springstof van de bomaanslag. Zij wordt daarvoor gearresteerd. De rechercheurs ontdekken dat Rose Schwimmer, de voorzitster van een anti-abortusvereniging, de spil was in de bomaanslag. Zij wordt ook gearresteerd. Het onderzoek laat weten dat Mary in het geheim zwanger was en aan het kijken was voor een abortus. In de rechtbank verklaart Rose dat zij tegen abortus is en dat dit moord is. Stone gaat in de aanval en vraagt Rose of zij het moord vindt, dat zij het ongeboren kind van Mary heeft vermoord. Rose staat nu met haar mond vol tanden en besluit verder te zwijgen, ook als dit ervoor zorgt dat zij schuldig wordt verklaard. In het onderzoek blijkt tevens dat de abortuskwestie een heet hangijzer is. Dit zorgt ervoor dat de rechercheurs lijnrecht tegenover staan over dit onderwerp. |                                  |                 |                                      |                   | |
| 13. | A Death in the Family            | Gwen Arner      | Joe Viola                            | 15 januari 1991   | Wendy Makkena - Nicki Sandoval David Margulies - Simpson Louis Guss - Yordi Susan Batson - Mavis |
| Logan en Greevey willen een arrestatie uitvoeren en bij het uitstappen zien zij een lichaam neervallen vanuit een raam van een flat. Als zij van de schrik zijn bekomen, horen zij geweerschoten vanaf het dak en haasten zich naar boven. Daar zien zij een lichaam liggen en komen tot de ontdekking dat het een politieagent is en zijn collega, Nicki Sandoval, staat erbij. Eerst verdenken zij de man die zij eerst wilden arresteren maar al snel blijkt dat Nicki de verdachte is. Na uitvoerig onderzoek blijkt de neergeschoten agent corrupt was en dat hij Nicki wilde neerschieten voordat zij hem aan kon geven, maar Nicki was sneller met schieten. Justitie besluit haar niet te vervolgen omdat zij uit zelfverdediging handelde, maar de baas van de politie wil haar nu ontslaan omdat zij haar collega nooit heeft aangegeven via de officiële weg. |                                  |                 |                                      |                   | |
| 14. | The Violence of Summer           | Don Scardino    | Michael Duggan                       | 5 februari 1991   | Megan Gallagher - Monica Devries Samuel L. Jackson - Louis Taggert Randy Danson - Diane Manso Sandy Baron - Mike Lucia Philip Seymour Hoffman - Steven Hanauer |
| Een lokaal bekende televisiejournaliste wordt verkracht door een groep van drie mensen en de verdachten beschuldigen elkaar. Dat de journaliste geen vlekkeloos verleden heeft, werkt ook niet in het voordeel voor Stone in de aanklacht. In het onderzoek dat Logan en Greevey aan het uitvoeren zijn ontdekken zij dat er misschien een vierde verdachte is. |                                  |                 |                                      |                   | |
| 15. | The Torrents of Greed (deel 1)   | E.W. Swackhamer | Michael Duggan Michael S. Chernuchin | 12 februari 1991  | Jacques Sandulescu - Isaac Skolnick Anna Katarina - Elena Skolnick Christopher McCann - Edgar Hoover Stephen McHattie - Joe Pilefsky Bruce Altman - Harv Beigel Robert Fields - Mario Zalta Charles Cioffi - Frank Masucci Christine Baranski - Katherine Masucci |
| Wanneer een winkeleigenaar, Isaac Skolnick, in elkaar geslagen gevonden wordt, starten Logan en Greevey het onderzoek naar de mishandeling. De dochter van Isaac vertelt de heren dat haar vader bedreigd werd door een man genaamd Pilefsky, die lid is van de maffiafamilie Masucci. Als een getuige Pilefsky identificeert, wordt hij gearresteerd. Logan ontdekt dat een ander maffialid, Mario Zalta, ook iets met deze zaak te maken heeft vanwege een eerdere rechtszaak, die hij heeft gehad samen met Pilefsky. De rechercheurs ontdekken dat de Masucci-familie in een illegale sigarettenhandel zit, en dat zij winkeleigenaars dwingen de sigaretten bij hen af te nemen. Toen Isaac dit weigerde had dit de mishandeling tot gevolg. Door een andere winkeleigenaar over te halen om te getuigen tegen Zalta, kunnen zij eindelijk Zalta arresteren. Dan overlijdt de ooggetuige plotseling en Robinette vertelt de rechercheurs dat de zaak nu op losse schroeven komt te staan. Logan besluit dan Pilefsky aan te klagen voor de dood van de ooggetuige. Hierop slaat de paniek toe bij Pilefsky en noemt hij een nieuwe naam, Harv Biegel, die ook met de illegale handel te maken heeft. Biegel wordt verhoord en hij verklaart dat hij in onroerende zaken zit en niets met de illegale handel te maken heeft. Het enige waar hij aan schuldig is, is dat hij getrouwd is met Katherine Masucci, de zus van Frank Masucci de baas van de Masucci familie. Biegel wordt toch gearresteerd en voor een mindere straf wil hij verklaren dat Frank een moord liet uitvoeren op Russell Mackie, een verdwenen vakbondsman. Frank Masucci wordt hierop gearresteerd en Pilefsky verklaart dat hij bij de moord op de vakbondsman aanwezig was en verklaart dit ook in de rechtbank. De advocaat van Frank trekt zijn verklaring in twijfel, omdat hij kan bewijzen dat Pilefsky in het ziekenhuis lag ten tijde van de moord. Door de meineed van Pilefsky wordt Frank ontslagen van vervolging. Biegel wordt ook vrijgesproken. Stone is woedend dat hij nu met lege handen staat en zweert dat hij de Masucci-familie nog wel klein krijgt. |                                  |                 |                                      |                   | |
| 16. | The Torrents of Greed (deel 2)   | E.W. Swackhamer | Michael Duggan Michael S. Chernuchin | 19 februari 1991  | Jacques Sandulescu - Isaac Skolnick Anna Katarina - Elena Skolnick Christopher McCann - Edgar Hoover Stephen McHattie - Joe Pilefsky Bruce Altman - Harv Beigel Robert Fields - Mario Zalta Charles Cioffi - Frank Masucci Christine Baranski - Katherine Masucci |
| Nu de rechtszaak tegen Frank Masucci en Harv Biegel voor de moord op de vakbondsman Russel Mackie mislukt is, plaatst de politie Frank en Harv onder surveillance. Biegel wordt opnieuw gearresteerd en nu voor zijn betrokkenheid met de illegale sigarettenhandel. De vrouw van Biegel, Katherine Masucci, waarschuwt Stone dat haar man vermoord wordt door Frank als hij praat. Biegel wil toch praten over strafvermindering voor de moorden die gepleegd zijn in naam van Frank Masucci. Biegel wil alleen dit niet vertellen bij de rechtbank en wordt daarom weer vrijgelaten. De politie volgt hem dan de hele dag, maar raakt hem kwijt en Biegel verdwijnt van de aardbodem. Hierop wordt Frank gearresteerd voor de verdwijning van Biegel. Stone probeert Katherine te overtuigen, te vertellen wat zij weet over haar broer Frank. Zij weigert, omdat hij haar broer i,s maar vertelt Stone wel waar Frank zijn slachtoffers begraaft. Als de politie daar gaat graven, vinden zij diverse lijken waaronder die van Biegel. Stone geeft opdracht aan de politie, om Frank te arresteren in een restaurant. Als zij daar aankomen, zijn zij getuige van een moordaanslag op Frank door onbekende daders. De opdracht van de moord op Frank is volgens Stone gedaan door Katherine, om wraak te nemen om de moord op haar man. Nu de grote baas van de Maffia, Frank Masucci, weggevallen is zal er volgens Stone een oorlog uitbreken tussen de maffiafamilies om de macht. |                                  |                 |                                      |                   | |
| 17. | Mushrooms                        | Daniel Sackheim | Robert Palm                          | 26 februari 1991  | Brad Sullivan - Joe Anson Michael Mantell - Edward Kay S. Epatha Merkerson - Denise Winters Malachi Throne - rechter Real Merwin Goldsmith - rechter Ian Feist |
| Bij een schietpartij op een appartement raakt een twaalfjarige jongen gewond en zijn babybroertje gedood. Logan en Greevey komen na onderzoek erachter dat de schietpartij een fout was en dat de dader het verkeerde huis heeft beschoten en dat hij dit in opdracht heeft gedaan van een drugsdealer. Het is tragisch dat de dader slechts twaalf jaar is, die meer verstand van automatische wapens heeft dan van lezen. N.B.S. Epatha Merkerson heeft in deze aflevering een gastrol, in seizoen vier tot en met seizoen twintig krijgt zij een vaste rol als chef van politie Anita Van Buren. |                                  |                 |                                      |                   | |
| 18. | The Secret Sharers               | E.W. Swackhamer | Robert Nathan                        | 12 maart 1991     | J.D. Cannon - Chet Burton Paul Calderón - pastoor Torres Miriam Colon - Anna Rivers Paula Garcés - Lucy Rivers Stephen Elliott - rechter Neil Markham |
| Wanneer een lokale drugsdealer doodgeschoten wordt gevonden en de getuigen in alle talen zwijgen, moeten Logan en Greevey de moord onderzoeken. Ondanks dat iedereen zwijgt, komen zij toch achter een mogelijke dader. Deze jongen heeft blijkbaar wraak genomen, omdat de drugsdealer zijn zus heeft verkracht. Stone wil dat de schutter gestraft wordt en brengt hem voor de rechtbank. Daar ontmoet hij de advocaat van de verdachte. De advocaat komt uit Texas en heeft een paar opmerkelijke trekjes en Stone heeft moeite om hem te verslaan. In de rechtszaak komt Stone erachter dat de mensen uit de omgeving van de verdachte hem blijven steunen en dat zij de moord terecht vinden. |                                  |                 |                                      |                   | |
| 19. | The Serpent's Tooth              | Don Scardino    | I.C. Rapoport Joshua Stern           | 19 maart 1991     | Frances Sternhagen - Margaret Langdon Stephen Mailer - Greg Jarman Matt Hofherr - Nick Jarman Lewis J. Stadlen - Eli Schwab Olek Krupa - Sasha Osinski |
| Wanneer een zakenman en zijn vrouw doodgeschoten worden gevonden in hun huis, starten Logan en Greevey het onderzoek. Al snel worden de twee zoons verdacht, omdat zij in het verleden regelmatig mishandeld zijn door hun vader. Tijdens het verdere onderzoek ontdekken zij ook dat de vader een zakenpartner heeft aangenomen die connecties heeft met een Russische criminele organisatie. Stone moet nu beslissen wie hij vervolg voor de moorden, de zoons of de zakenpartner. |                                  |                 |                                      |                   | |
| 20. | The Troubles                     | John Whitesell  | Dick Wolf Robert Palm                | 26 maart 1991     | Anthony Heald - Ian O'Connell Donal Donnelly - Daniel Mallahan Paxton Whitehead - Fenwick Alan North - Reilly George Morfogen - Dwight Anderson |
| Logan en Greevey hebben de opdracht een gevangene op te halen bij een politiebureau. Als daar de gevangenenbuis aankomt, komen zij tot de ontdekking dat een gevangene vermoord is tijdens de rit. Omdat de overige gevangenen van de FBI afkomstig zijn, eist de FBI meteen het onderzoek op en nemen de gevangenen weer terug. Dit betreft een lid van de IRA en een Libanese drugsdealer. De lid van de IRA zit al vijf jaar vast in een federale gevangenis zonder een rechtszaak. Als de Libanees opgehangen wordt gevonden in de federale gevangenis, ontdekken Logan en Greevey dat een bewaker banden heeft met de IRA en deze bekend de moord op de Libanees. Ondanks de tegenwerking van de FBI wil Stone toch het IRA-lid vervolgen en brengt hem voor de rechtbank. Dankzij de hulp van de Engelse regering vindt Stone een getuige uit Noord-Ierland die meer kan vertellen over hem. |                                  |                 |                                      |                   | |
| 21. | Sonata for a Solo Organ          | Fred Gerber     | Joe Morgenstern Michael Duggan       | 2 april 1991      | Paul Roebling - dr. James Reberty Deborah Hedwall - Ellen Hale Dominic Chianese - Dan Rubell Jennifer Van Dyck - Joanna Woodleigh Fred J. Scollay - rechter Pursley                                                                                               |
| Een man wordt gevonden in het park en het blijkt dat hij beroofd is van een nier. Logan en Greevey ontdekken dat een rijk en welgesteld man hiermee te maken heeft en dat hij dit gedaan heeft voor zijn dochter die dringend een niertransplantatie nodig had. Zij komen ook uit bij een chirurg die dit allemaal opgezet heeft en deze wil voor strafvermindering wel getuigen tegen de vader. |                                  |                 |                                      |                   | |
| 22. | The Blue Wall                    | Vern Gillum     | Dick Wolf Robert Nathan              | 9 juni 1991       | Robert Lansing - Peter O'Farrell John Christopher Jones - Dennis Shearer Gerry Bamman - inspecteur Kennedy Gregg Almquist - inspecteur Gowdy John Newton - rechter Eric Caffey                                                                                    |
| Hoofdinspecteur Cragen wordt verdacht van het vervalsen van bewijs in een grote rechtszaak. Logan en Greevey willen dit gaan uitzoeken om zijn naam te zuiveren maar worden tegengewerkt vanuit de top van de politie. Interne zaken denkt ook dat Cragen schuldig is en eist van Stone dat hij hem vervolgt. Onder druk van Stone gaat Cragen met hen samenwerken door een verborgen zender te dragen, en dan wordt duidelijk dat deze zaak groter is dan eerder werd gedacht. |                                  |                 |                                      |                   | |